# شكرية باركزاي
شكرية باركزاي هي سياسية أفغانية وصحفية ونسوية إسلامية بارزة.

## حياتها المبكرة
ولدت شكرية عام 1970 في العاصمة الأفغانية كابول، وتنتمي لسلالة «البركزاي» التي حكمت أفغانستان مابين 1826-1973 م. تتحدث اللغة الرسمية لأفغانستان، بالإضافة إلى اللغة البشتوية والدَرية والإنجليزية. كان جدها لوالدها طاهيًا، وكان جدها لأمها عضوًا في مجلس الشيوخ في عهد الملك محمد ظاهر شاه.
التحقت شكرية بجامعة كابول في التسعينات، لكنها اضطرت إلى تركها بسبب تصاعد العنف بين الحكومة والمُجاهدين. في سبتمبر 1996، استولت حركة طالبان على كابول؛ فغادر عدد كبير من المواطنين أفغانستان إلى الخارج خاصةً الطبقة المتوسطة المتعلمة، وغادرت شكرية إلى بيشاور بباكستان، وقضت هناك فترة التسعينات.

## حملة صحفية
بعد سقوط نظام طالبان، انتهزت شكرية الفرصة لتنشئ جريدة جريدة أسبوعية تسمى «مرآة النساء» عام 2002. تشن من خلالها حملات كوفيات الأمهات والأطفال، وهي من المشكلات الشائعة في أفغانستان؛ فقد أعلنت منظمة الصحة العالمية عام 2003 أن أفغانستان بها أكبر نسبة وفيات للأمهات أثناء الولادة، وتصل إلى 1900 من كل 100000 ولادة حية. تقول شكرية: «إن زواج القصر والزواج بالإكراه والعنف ضد المرأة كلها ممارسات لا تزال شائعة ومقبولة في المجتمع». تصب شكرية تركيزها على القضايا الكبيرة؛ إذ تقول: «إن البرقع ليس بالمشكلة المهمة، فالأهم هو التعليم والديموقراطية والحرية»، وتنادي بأهمية وحدة النساء والدور الذي يجب على الرجل أن يلعبه.
تنتقد شكرية ما فعله نظام طالبان من حجب للوسائل التكنولوجية كالهواتف النقالة؛ الأمر الذي حال بين الشباب والاتصال بالعالم الحديث. على سبيل المثال تعطي برامج المواهب التلفزيونية التي تتطلب تصويتًا بالرسائل النصية الهاتفية الشباب فكرة عن آلية عمل الديموقراطية والتصويت. تستغل شكرية أيًا منصبها لتسليط الضوء على غياب حرية الصحافة والأخطار التي يتعرض لها الصحفيون. وضعت منظمة مراسلون بلا حدود أفغانستان في المرتبة ال156 من 173 دولة في قائمة حرية الصحافة، وذكرت أن الوضع سيء لا سيما للنساء ومن يعملون في الأقاليم.

## العمل السياسي
اختيرت شكرية باركزاي عام 2003 عضوًا في المجلس الأعلي للعشائر (لويا جيرغا)، وهي لجنة تضم ممثلين من أنحاء أفغانستان لمناقشة وتمرير الدستور الجديد بعد سقوط طالبان. في أكتوبر 2010 انتُخبَت عضوة في البرلمان الأفغاني، كواحدة من ضمن 71 امرأة و249 نائبًا.
وهي إحدى النائبات القلائل اللواتي تدافعن عن حقوق المرأة وتتلقين تهديدات بالقتل بسبب آرائهن. انتقدت شكرية السلطة التشريعية بتصريحات شديدة اللهجة قائلة: «إن برلماننا يتكون من مجموعة من الأمراء؛ أمراء الحرب والمخدرات وأباطرة الجريمة»، ودافعت عن ملالي جويا عضوة البرلمان التي عُلقَت عضويتها وتلقت تهديدات في البرلمان بعد خطبة ألقتها في البرلمان ذكرت فيها أن العديد من أمراء الحرب في أفغانستان هم أعضاء في البرلمان. تقول شكرية: «أعتقد أنني العضو الوحيد في البرلمان الذي أعلن عن تلقي ملالي جويا لتهديدات بالاغتصاب من قِبل أعضاء في البرلمان.. ربما هذا ما جعلهم يصمتون».
تعرضت شكرية لمحاولة اغتيال في نوفمبر عام 2014؛ إذ تعرض موكب يضم أعضاء البرلمان الأفغاني -ومن بينهم شكرية باركزاي- إلى هجوم انتحاريٍّ بعبوات ناسفة أسفر عن مقتل ثلاثة أشخاص وإصابة 17، وإصابة شكرية بجروح طفيفة.

## آراؤها

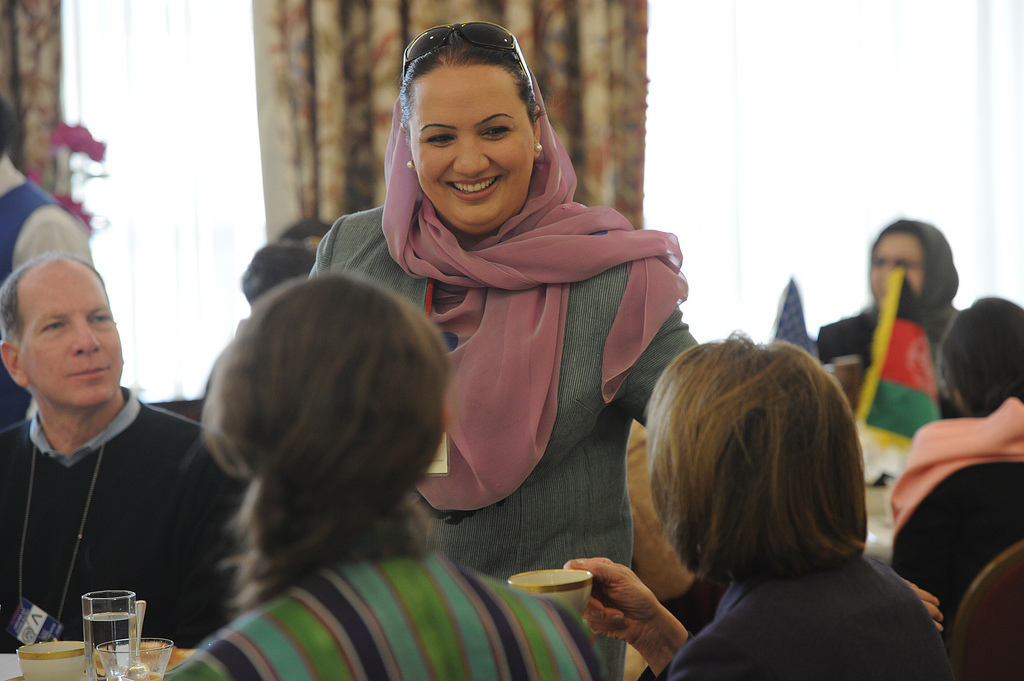
شكرية باركزاي في إفطار مع أعضاء الكونغرس الأمريكي وأعضاء البرلمان الأفغاني في السفارة الأمريكية بكابول

في حين أعربت شكرية عن امتنانها للمجتمع الدولي لتهيئته الأوضاع بحلول عام 2014 لتزدهر مئات المطبوعات ومحطات الراديو، شجبت دعمه للمجموعات المسلحة والخارجين عن القانون، وهو جزء لا يتجزأ من سياسة الولايات المتحدة الأمريكية. على الرغم من أنها قضت معظم حياتها في كابول، إلا أنها ترى أن العاصمة لا تمثل الدولة، وترفض إلقاء اللوم على طالبان تجاه كل المصاعب التي يواجهها الأفغان، تقول: «عندما نتحدث عن الأفغان، لا بد أن نناقش أحوال الدولة كلها، في الأقاليم والقرى ذات الوضع السيء جدًا، ولا فرق بين ما قبل حكم طالبان وما بعده»، وهي معارضة لخطة الرئيس أوباما في توسيع القوات العسكرية، وترى أن الأولوية للاهتمام بالتعليم. اعتزمت الترشح لمنصب الرئاسة في 2014 بعد بلوغها ال40 من عمرها كما يقتضي الدستور، لكن الأمر لم يتم.

## زواجها
شكرية باركزاي متزوجة من عبد الغفّار داوي الذي ترشح للبرلمان في نفس العام الذي ترشحت هي فيه، 2004. وبعد 12 عامًا من الزواج قام عبد الغفار باتخاذ زوجة ثانية كحق له في الدين الإسلامي. عبد الغفار داوي هو مالك مجموعة شركات داوي، وقد تورط في فضيحة بنك كابول العالمية.

## تكريمات
مُنحَت شكرية الجائزة الدولية لمحرر العام من قبل مجلة الصحافة العالمية (بالإنجليزية: World Press Review) لعام 2004. كما أطلق عليها برنامج Woman's Hour الذي يذيعه راديو بي بي سي 4 «امرأة العام» في ديسمبر 2005.

## روابط خارجية
- شكرية باركزاي على موقع IMDb (الإنجليزية)

شكرية باركزاي في مقابلة مع جريدة الشرق الأوسط